# Wales hercegeinek listája
A Wales hercegeinek listája lapon látható az 1284-ben trónra lépett Eduárd hercegtől egészen a mai hercegig, Vilmosig az összes walesi herceg.

## Történet
I. Eduárd angol király 1284-ben hosszú háború után csatolta a Walesi Hercegséget az Angol Királysághoz. A Wales hercege címet az uralkodó adományozza, jellemzően, szokásjog alapján a trón férfi örökösének. A trónörökös nem lesz automatikusan Wales hercege. II. Erzsébet brit királynő 1952. február 6-án lépett trónra, ő maga nem volt Wales hercege, noha trónörökös volt, de nőként nem nyerhette el a címet. Hiába élt már trónra lépésekor legidősebb fia, Károlyt csak 1958. július 26-án tette meg Wales hercegévé. A jelenlegi walesi herceget, Vilmost 2022. szeptember 9-én tette III. Károly walesi herceggé, egy nappal trónra lépését követően. A Wales hercege cím, amennyiben viselője trónra lép, visszaszáll a koronára, ezért újra adományozni kell.
A Cornwall hercege címet automatikusan megkapja a mindenkori uralkodó legidősebb fiú gyermeke, amennyiben ő a trónörökös. Az uralkodó egyben Lancaster hercege is – csak Lancasteren kívül nem használja a címet, mert a királyi cím magasabb cím –, ezért, ahogy az uralkodói, úgy a hercegi cím is öröklődik viselője halála pillanatában, mindkét cím örököletes cím.

## Wales hercegei
| Név                | Ennek az angol királynak az örököse | Születési idő        | Uralkodás kezdete (Wales) | Uralkodás vége (Wales) | Angol királyként         | Házastársa, gyermekeinek száma                                                                  | Uralkodóház         | Halál dátuma                     | Portré |
| ------------------ | ----------------------------------- | -------------------- | ------------------------- | ---------------------- | ------------------------ | ----------------------------------------------------------------------------------------------- | ------------------- | -------------------------------- | ------ |
| Eduárd             | I. Eduárd                           | 1284. április 25.    | 1284. április 25.         | 1307. július 7.        | II. Eduárd (1307–1327)   | Franciaországi Izabella 4 gyermek                                                               | Plantagenêt         | 1327. szeptember 21. (43 évesen) |        |
| Eduárd             | II. Eduárd                          | 1312. november 13.   | 1312. november 13.        | 1327. február 1.       | III. Eduárd (1327–1377)  | Hainaut-i Filippa 3 gyermek                                                                     | Plantagenêt         | 1377. június 21. (64 évesen)     |        |
| Eduárd             | III. Eduárd                         | 1330. június 15.     | 1330. június 15.          | 1376. június 8.        | Trónörökösként elhunyt   | Kenti Johanna 6 gyermek                                                                         | Plantagenêt         | 1376. június 8. (45 évesen)      |        |
| Richárd            | III. Eduárd                         | 1367. január 6.      | 1376. június 8.           | 1377. június 21.       | II. Richárd (1377–1399)  | Luxemburgi Anna Valois Izabella A gyermekei ismeretlenek                                        | Plantagenêt         | 1400. február 17. (33 évesen)    |        |
| Henrik             | IV. Henrik                          | 1387. augusztus 19.  | 1399. szeptember 30.      | 1413. március 21.      | V. Henrik (1413–1422)    | Valois Katalin 1 gyermek                                                                        | Lancaster           | 1422. augusztus 31. (35 évesen)  |        |
| Eduárd             | VI. Henrik                          | 1453. október 13.    | 1453. október 13.         | 1461. március 4.       | Trónörökösként elhunyt   | Nem házasodott meg Nem születtek gyermekei                                                      | Lancaster           | 1471. május 4. (17 évesen)       |        |
| Eduárd (másodszor) | VI. Henrik                          | 1453. október 13.    | 1470. október 30.         | 1471. április 11.      | Trónörökösként elhunyt   | Nem házasodott meg Nem születtek gyermekei                                                      | Lancaster           | 1471. május 4. (17 évesen)       |        |
| Eduárd             | IV. Eduárd                          | 1470. november 4.    | 1471. április 11.         | 1483. április 9.       | V. Eduárd (1483)         | Nem házasodott meg Nem születtek gyermekei                                                      | York                | 1483. július 6. (12 évesen)      |        |
| Eduárd             | III. Richárd                        | 1473 december        | 1483. július 6.           | 1484. április 9.       | Trónörökösként elhunyt   | Nem házasodott meg Nem születtek gyermekei                                                      | York                | 1484. április 9. (10 évesen)     |        |
| Artúr              | VII. Henrik                         | 1486. szeptember 19. | 1486. szeptember 19.      | 1502. április 2.       | Trónörökösként elhunyt   | Aragóniai Katalin Nem születtek gyermekei                                                       | Tudor               | 1502. április 2. (15 évesen)     |        |
| Henrik             | VII. Henrik                         | 1491. június 28.     | 1502. április 2.          | 1509. április 21.      | VIII. Henrik (1509–1547) | Aragóniai Katalin Boleyn Anna Seymour Johanna Klevei Anna Howard Katalin Parr Katalin 6 gyermek | Tudor               | 1547. január 28. (55 évesen)     |        |
| Eduárd             | VIII. Henrik                        | 1537. október 12.    | 1537. október 12.         | 1547. január 28.       | VI. Eduárd (1547–1553)   | Nem házasodott meg Nem születtek gyermekei                                                      | Tudor               | 1553. július 6. (15 évesen)      |        |
| Henrik             | I. Jakab                            | 1594. február 19.    | 1603. március 24.         | 1612. november 6.      | Trónörökösként elhunyt   | Nem házasodott meg Nem születtek gyermekei                                                      | Stuart              | 1612. november 6. (18 évesen)    |        |
| Károly             | I. Jakab                            | 1600. november 19.   | 1612. november 6.         | 1649. január 30.       | I. Károly (1612–1649)    | Bourbon Henrietta Mária 7 gyermek                                                               | Stuart              | 1649. január 30. (48 évesen)     |        |
| Károly             | I. Károly                           | 1630. május 29.      | 1630. május 29.           | 1649. január 30.       | II. Károly (1660–1685)   | Bragança Katalin 15 gyermeke                                                                    | Stuart              | 1685. február 6. (54 évesen)     |        |
| Jakab              | II. Jakab                           | 1688. június 10.     | 1688. június 10.          | 1688. december 11.     | Nem lett király          | Szász-Coburg Mária Celesztína 2 gyermek                                                         | Stuart              | 1766. január 1. (77 évesen)      |        |
| György             | I. György                           | 1683. október 30.    | 1714. augusztus 1.        | 1727. június 11.       | II. György (1727–1760)   | Ansbachi Karolina 7 gyermek                                                                     | Hannoveri           | 1760. október 25. (76 évesen)    |        |
| Frigyes            | II. György                          | 1707. február 1.     | 1727. június 11.          | 1751. március 31.      | Trónörökösként elhunyt   | Altenburgi Auguszta 11 gyermek                                                                  | Hannoveri           | 1751. március 31. (44 évesen)    |        |
| György             | II. György                          | 1738. június 4.      | 1751. március 31.         | 1760. október 25.      | III. György (1760–1820)  | Mecklenburg-Strelitzi Sarolta 15 gyermek                                                        | Hannoveri           | 1820. január 29. (81 évesen)     |        |
| György             | III. György                         | 1762. augusztus 12.  | 1762. augusztus 12.       | 1820. január 29.       | IV. György (1820–1830)   | Braunschweig-Wolfenbütteli Karolina 1 gyermek                                                   | Hannoveri           | 1830. június 26. (67 évesen)     |        |
| Eduárd             | Viktória                            | 1841. november 9.    | 1841. november 9.         | 1901. január 22.       | VII. Eduárd (1901–1910)  | Dániai Alexandra 5 gyermek                                                                      | Szász–Coburg–Gothai | 1910. május 6. (68 évesen)       |        |
| György             | VII. Eduárd                         | 1865. június 3.      | 1901. január 22.          | 1910. május 6.         | V. György (1910–1936)    | Teck Mária 6 gyermek                                                                            | Windsor             | 1936. január 20. (70 évesen)     |        |
| Eduárd             | V. György                           | 1894. június 23.     | 1910. május 6.            | 1936. január 20.       | VIII. Eduárd (1936)      | Wallis Simpson Nem születtek gyermekei                                                          | Windsor             | 1972. május 28. (77 évesen)      |        |
| Károly             | II. Erzsébet                        | 1948. november 14.   | 1958. július 26.          | 2022. szeptember 8.    | III. Károly (2022–)      | Diana Spencer 2 gyermek Camilla Parker-Bowles                                                   | Windsor             |                                  |        |
| Vilmos             | III. Károly                         | 1982. június 21.     | 2022. szeptember 9.       |                        |                          | Kate Middleton 3 gyermek                                                                        | Windsor             |                                  |        |